# Cycas pectinata
Cycas pectinata — вид голонасінних рослин класу саговникоподібні (Cycadopsida).
Етимологія: латинське pectina — гребінець, з посиланням на довгі, гребневиді зуби мегаспорофілів.

## Опис
Стовбури деревовиді, щоб 1–12 м заввишки, 14–20 см діаметром у вузькому місці; 30–40 листки в кроні. Листки темно-зелені або сіро-зелені, напівглянсові, завдовжки 150–240 см. Пилкові шишки яйцеподібне, жовті або зелені, 30–55 см, 16–22 см діаметром. Мегаспорофіли 22–30 см завдовжки, сіро-повстяні. Насіння плоске, яйцеподібне, 42–45 мм завдовжки, 33–45 мм завширшки; саркотеста жовта, не вкрита нальотом, товщиною 4–7 мм.

## Поширення, екологія
Країни поширення: Бангладеш; Бутан; Камбоджа; Китай (Юньнань); Індія (Уттар-Прадеш); Лаос; М'янма; Непал; Таїланд; В'єтнам. Записаний на висоті від 600 до 1300 м над рівнем моря. Цей вид зустрічається у діапазоні від середніх до високих зімкнутих лісів, на середніх чи глибоких ґрунтах, часто багатих глиною і більш родючих ґрунтах, від помірної до глибокої тіні. Клімат тропічний, вологий, з вологим літом і більш м'якою, сухою зимою. Хоча часто зустрічається на вапняних субстратах, це жодним чином не обмежується, щоб вони також рослина граніти і мета-відкладеннях.

## Використання
У гірських племенах в Ассамі, Індія, насіння їдять, а молоде листя використовується як овоч. М'ясисте стебло товчеться й використовується для миття волосся.

## Загрози та охорона
Хоча його середовище проживання постійно скорочується, великі групи населення залишаються, і він не перебуває під безпосередньою загрозою зникнення.